# Stachyotis epichrysa
Stachyotis epichrysa är en fjärilsart som beskrevs av Edward Meyrick 1905. Stachyotis epichrysa ingår i släktet Stachyotis och familjen Plutellidae. Inga underarter finns listade i Catalogue of Life.